# Кармело Флорес Лаура
Кармело Флорес Лаура (1890 — 2014) — селянин, який жив у гірському селі близько Озера Тітікака на заході Болівії, довгожитель. 
Флорес — корінний аймара. Його побут був простий — він жив в традиційній хатині з земляною долівкою і солом'яною стріхою, не говорить по-іспанськи, не знає грамоти і майже не має зубів. Ходить і бачить без проблем, але погано чує.
За словами довгожителя, секрет його довголіття в тривалих прогулянках, а також у тому, що він не їв макаронів та цукру. Крім того, він майже завжди жував лист коки — легкий стимулятор, що попереджає почуття голоду.
Кармело Флорес Лаура занесено в Книгу рекордів Гіннеса.